# Stanley Amuzie

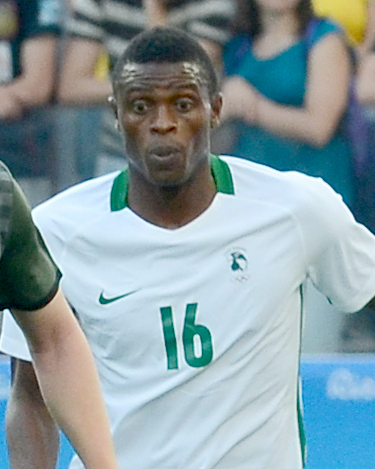
Stanley Amuzie

Stanley Amuzie, född 28 februari 1996 i Lagos, är en nigeriansk fotbollsspelare.
Amuzie blev olympisk bronsmedaljör i fotboll vid sommarspelen 2016 i Rio de Janeiro.